# Леска (Смолянська область)
Ле́ска (болг. Леска) — село в Смолянській області Болгарії. Входить до складу общини Мадан.

## Населення
За даними перепису населення 2011 року у селі проживали 353 особи.
Національний склад населення села:
| Національність   | Кількість осіб | Відсоток |
| ---------------- | -------------- | -------- |
| болгари          | 344            | 98,6%    |
| турки            | 4              | 1,1%     |
| Всього відповіли | 349            |          |

Розподіл населення за віком у 2011 році:
Динаміка населення: